# Осколково-фугасний снаряд

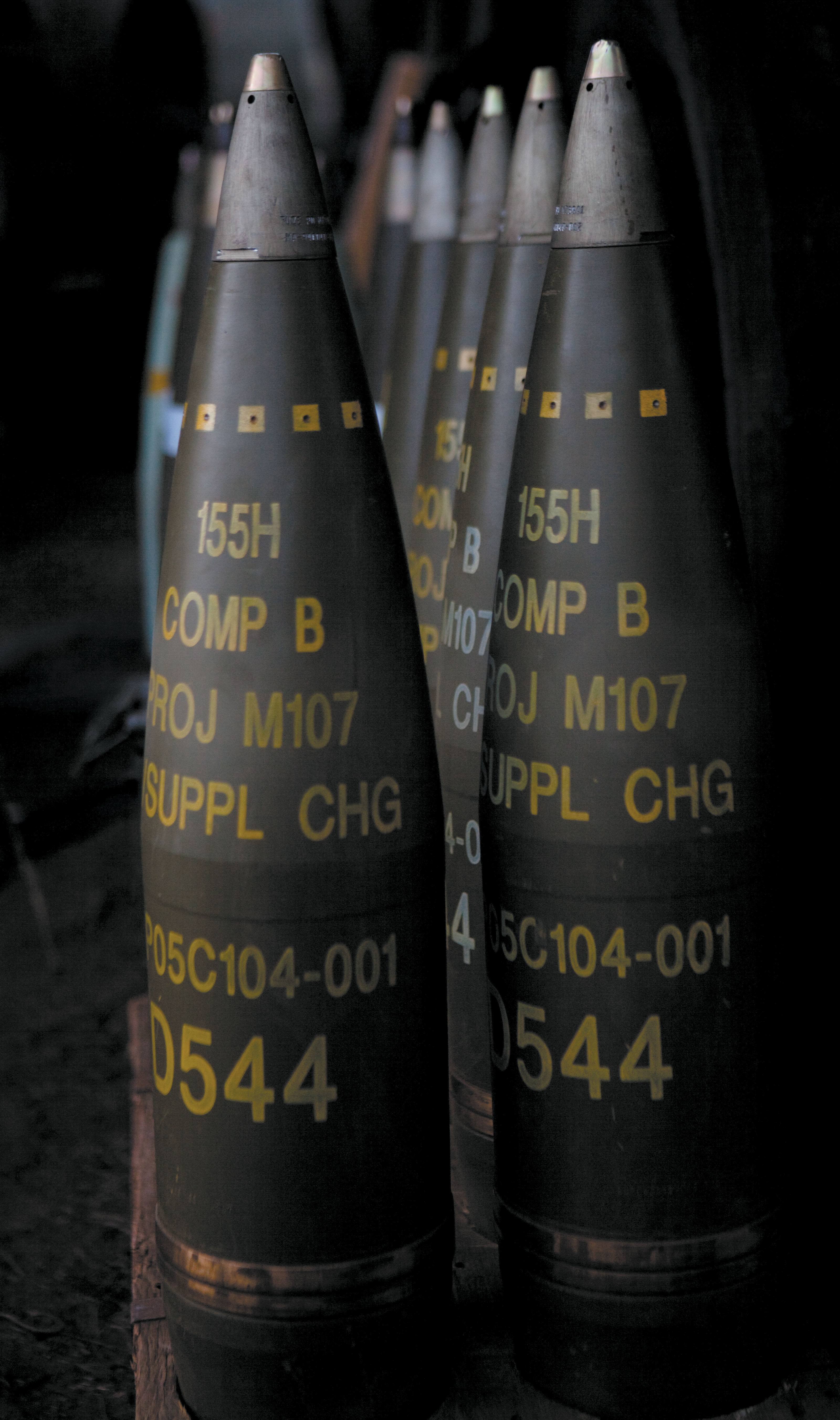
Осколково-фугасні снаряди М107

Осколково-фуга́сний снаряд — артилерійський снаряд основного призначення для ураження відкритої та за легкими укриттями живої сили і військової техніки противника, руйнування його польових оборонних споруд, пророблення проходів у загородженнях і мінних полях і вирішення інших завдань. Уламкова або фугасна дія снаряда залежить від властивостей цілі та характеру завдання, що виконується й визначається типом і відповідною установкою детонатора.
Через свою універсальність, ОФС дещо поступаються з осколкової дії осколковим снарядам, а з фугасної — фугасним снарядам того ж калібру. До боєкомплекту сучасних танків входить до 50 % ОФС.
У кожному фугасному снаряді міститься легкозаймиста речовина, яка вибухає за допомогою детонатора і розриває снаряд із середини, утворюючи багато осколків.
При потраплянні в броню не передає кінетичну силу, а вибухає, завдаючи поверхневих пошкоджень (розкидає осколки з великою швидкістю, додатково завдаючи пошкоджень бронетехніці, контузить, ранить або вб'є екіпаж і супроводжуючу техніку піхоту), виводячи з ладу траки (гусениці), пошкоджуючи триплекс — прилади спостереження, викликаючи пошкодження броні, прогини та мікротріщини.
Використовують для обстрілу місця передбачуваної атаки, для полегшення прориву оборони противника нападаючими танковими та мотопіхотними підрозділами. Серед всіх боєприпасів найбільш вибухонебезпечний.